# MPay
mPay – dostawca płatności mobilnych i innych usług finansowych. Najdłużej działający na polskim rynku systemem płatności przez telefon komórkowy.

## Działalność
Aplikacja mPay umożliwia m.in. zakup biletów komunikacyjnych, regulowanie należności za parkowanie, doładowanie telefonów i gier, realizację błyskawicznych przelewów i uzyskanie pożyczek. mPay ma też uprawnienia do prowadzenia rachunków rozliczeniowych i wydawania kart debetowych.
mPay posiada certyfikat PCI DSS (Payment Card Industry Data Security Standard), który potwierdza spełnienie wytycznych międzynarodowych instytucji płatniczych VISA i Mastercard w zakresie zapewnienia bezpieczeństwa użytkownikom aplikacji, zarówno na poziomie transmisji danych, jak i procedur autoryzacji transakcji oraz potwierdzania tożsamości użytkownika. 

## Historia
Spółkę założył w 2003 Henryk Kułakowski. W 2006 jej inwestorem strategicznym została ATM S.A. W 2011 akcje spółki zadebiutowały na Giełdzie Papierów Wartościowych w Warszawie (NewConnect). W 2013 45 proc. udziałów nabyła Grupa „LEW” S.A., która obecnie posiada 77,63% udziałów.
W 2007 mPay uzyskał zgodę prezesa Narodowego Banku Polskiego na udostępnienie płatności za pomocą telefonu komórkowego. Funkcjonowanie systemu opierało się na podstawowych funkcjach sieci GSM, które były dostępne w każdym telefonie komórkowym (połączenia głosowe i wiadomości tekstowe).
Od 2007 jest koncesjonowanym agentem rozliczeniowym, uprawnionym do procesowania transakcji realizowanych za pomocą urządzeń mobilnych.
W 2015 w mPay użytkownicy zyskali możliwość regulacji należności z wykorzystaniem podpiętej karty bankowej. Obecnie w aplikacji można wybierać spośród trzech źródeł płatności: tzw. przedpłacona portmonetka, podpięta karta płatnicza lub karta w elektronicznym portfelu kart MasterPass.
W 2016 Komisja Nadzoru Finansowego wydała zezwolenie na świadczenie przez spółkę usług o charakterze Krajowej Instytucji Płatniczej. W czerwcu 2019 mPay otrzymał od NBP zezwolenie na prowadzenie niekartowego schematu płatniczego.
W 2020 mPay wprowadził biometryczną weryfikację tożsamości użytkowników (za pomocą tzw. selfie). Uzyskał też zgodę KNF na rozszerzenie zakresu usług o przekazy pieniężne, inicjowane transakcje płatnicze i dostęp do informacji o rachunkach użytkownika.
W 2021 mPay wprowadził do oferty ubezpieczenia komunikacyjne i turystyczne. Użytkownicy zyskali też możliwość zaplanowania trasy i wyszukania połączenia środkami komunikacji miejskiej.

## Nagrody
- Innowacyjna Firma Roku 2007 – nagroda w konkursie „Wirtualne Telefony” miesięcznika „Mobile Internet” za uruchomienie pierwszego w Polsce systemu płatności telefonem komórkowym[25].
- Innowacja Roku 2008 – nagroda przyznana podczas „VIII Gali Mobile Internet” dla firmy mPay, banku Citi Handlowy, firmy Polkomtel (operatora sieci Plus) za wprowadzenie usługi „Płać komórką”, która pozwała klientom na dokonywanie płatności telefonem komórkowym bezpośrednio z rachunku bankowego klienta w Citi Handlowy[26].
- Najbardziej obiecująca firma roku 2008 – nagroda w konkursie „Antena Świata Telekomunikacji”, przyznana przez Kapitułę złożoną z przedstawicieli środowiska gospodarczego, organizacji pozarządowych, polityków oraz dziennikarzy[27].
- W 2009, podczas światowego kongresu GSMA 2009 w Barcelonie, mPay znalazł się w gronie 25 najbardziej innowacyjnych w branży na świecie[28].